# II. legija Augusta
Druga Avgustova legija  (latinsko Legio secunda Augusta), rimska legija, ki jo je leta 43 pr. n. št. ustanovil Gaj Vibij Pansa Cetronijan in je v 4. stoletju še operirala v Britaniji. Njeni emblemi so bili kozorog, Pegaz in Mars.

## Zgodovina

### Zgodnja zgodovina
II.  legijo Augusto sta leta 43 pr. n. št. ustanovila Oktavijan in konzul Gaj Vibij Cetronijan, da bi se borila proti Marku Antoniju. Legija se je bojevala v  bitkah pri Filipih in Perugii. Na začetku Oktavijanovega vladanja je bila leta 25 pr. n. št. premeščena v Hispanijo, da bi se vojskovala v kantabrijskih vojnah, ki so dokončno utrdile rimsko oblast v Hispaniji. Po vojnah je bila stacionirana  v Tarakonski Hispaniji.  Ko so Germani v bitki v Tevtoburškem gozdu leta 9 popolnoma uničili XVII., XVIII. in XIX. legijo, so II. Augusto premestili v Germanijo, verjetno v okolico Mainza, po letu 17 pa v  Argentoratum, sedanji Strasbourg.

### Invazija na Britanijo
Legija je leta 43 sodelovala v rimski invaziji na Britanijo. Njen poveljnik je bil sam cesar Vespazijan, ki je vodil vojne pohode proti Durotrigom in Dumnoncem. Leta 52 je doživela težak poraz proti Silurom, a je kljub temu veljala za eno od najboljših legij. Njene slave ni skalilo niti sramotno dejanje, ko je med uporom kraljice Budike v odsotnosti svojega poveljnika, praefecta castrorum Svetonija Pavlina, zavrnila njegov ukaz, naj se mu pridruži. Pavlin je zato kasneje naredil samomor. 
Po Budikinem porazu je bila od leta 66 do 74 stacionirana v Glevumu, sedanjem Gloucesteru. Od tam so jo premestili v Isco Augusto, sedanji Caerleon v južnem Walesu, kjer je gradila kamnito trdnjavo, v kateri je bila rimska vojska stacionirana do konca 3. stoletja. Legija je bila povezana tudi s taborom Alchester v Oxfordshiru. Glinasti strešniki z žigom II. legije dokazujejo, da je bila v 2. stoletju v Aboni (Sea Mills, Bristol) na obali Avona.

### 2. in 3. stoletje
Leta 122 je II. legija pomagala graditi Hadrijanov zid. Napis na Bridgenesski plošči, ki so jo odkrili leta 1869 pri  Bo'nessu na Škotskem dokazuje, da je leta 142 gradila tudi Antoninov zid. Leta 196 je podprla neuspelo zahtevo britanskega guvernerja Klodija Albina po rimskem prestolu. Med Severjevim pohodom na Škotsko leta 208 je bila premeščena v Carpow in se pod Aleksandrom Severjem vrnila v Caerleon.

## Vira
- N. Field 1992), Dorset and the Second Legion, Tiverton, Dorset Books. ISBN 1-871164-11-7.
- L. Keppie 2000), The Origins and Early History of the Second Augustan Legion, Legions and Veterans, Roman Army Papers 1971-2000, Stuttgart, Franz Steiner Verlag, str. 123–147, ISBN 3-515-07744-8.